# Каза Скатина (Ла Специја)
Каза Скатина је насеље у Италији у округу Ла Специја, региону Лигурија.
Према процени из 2011. у насељу је живело 23 становника. Насеље се налази на надморској висини од 122 м.